# Coralliodrilus mirus
Coralliodrilus mirus är en ringmaskart som beskrevs av Erséus 1990. Coralliodrilus mirus ingår i släktet Coralliodrilus och familjen glattmaskar. Inga underarter finns listade i Catalogue of Life.